# 津田正路
津田　正路（つだ　まさみち、生年不詳 - 文久3年8月9日（1863年9月21日））は、幕末の幕臣（旗本）。通称は半三郎。官名は近江守。
安政3年（1856年）2月に目付に任ぜられる。10月に外国貿易取調掛、翌4年（1857年）アメリカと通商条約を締結の方針であることを奏聞するための使者として林復斎とともに上京した。安政5年（1858年）6月には露使節応接掛を拝命、翌7月に日露修好通商条約を結んだ。同年10月11日箱館奉行に転任、万延元年（1860年）12月外国奉行兼帯となり米使節との交渉に臨んだ。文久2年（1862年）7月箱館奉行を免じられる。閏8月外国奉行から勘定奉行に転任する。文久3年（1863年）7月に大目付になるが、翌月に没した。